# 皮耶莱奥尼河岸

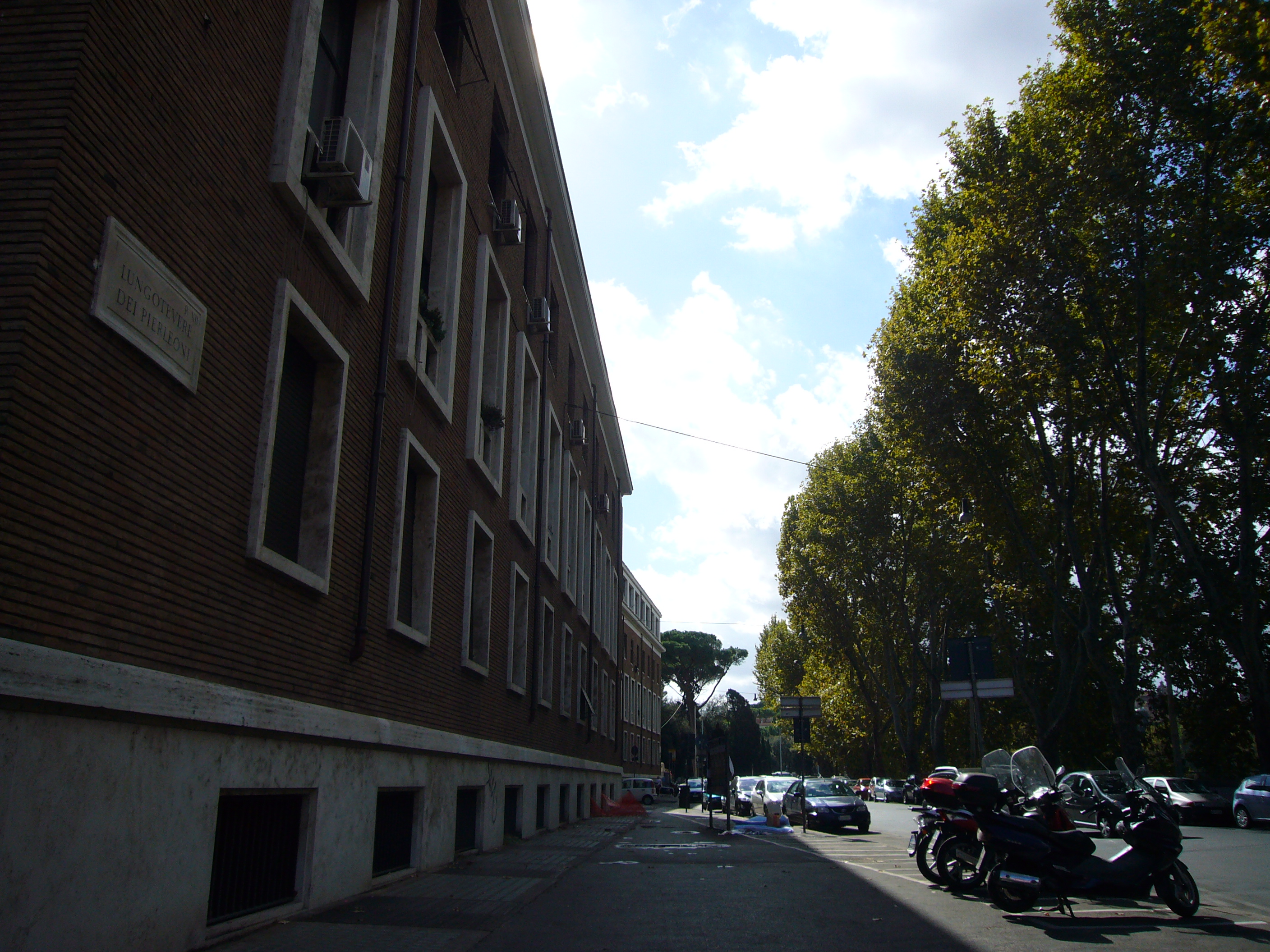

皮耶莱奥尼河岸（Lungotevere dei Pierleoni）是意大利罗马里帕区的一段台伯河岸，连接萨维罗山广场与帕拉蒂诺桥。
这段河岸以古老的罗马家族皮耶莱奥尼命名，该家族在河岸边拥有住宅、塔楼和堡垒。河岸定名于1887年7月20日。
修建这段河岸造成屠牛广场附近整个区的破坏，其道路已经在埃托雷·罗斯勒·弗兰兹的水彩画中重现。